# سزار بادیتا
سزار بادیتا (به انگلیسی: Cezar Bădiță) (زادهٔ ۱۲ آوریل ۱۹۷۹) شناگر اهل رومانی است.